# Cisticerco

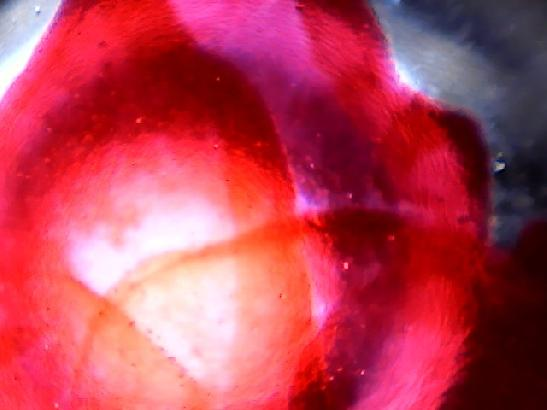
Imagen de Cysticercus carmín maximizada

El cisticerco es la forma juvenil o larvaria de los cestodos (gusanos planos) del género Taenia, entre los que destacan T. saginata y T. solium, las formas adultas que parasitan a los seres humanos. Los cestodos en general son parásitos heteroxenos, es decir, que para completar su ciclo vital requieren de dos o más huéspedes de distintas especies, en unos se desarrollan las fases larvarias (conocidas como metacestodos) y en otros el gusano adulto, aunque en algunos casos el mismo huésped puede albergar las dos formas.

## Características
Los cisticercos se caracterizan por ser una vesícula delimitada por una pared compleja compuesta de tres capas, que en su interior contiene el fluido vesicular. La capa más externa es lisa e indiferenciada y se denomina capa cuticular; la intermedia está compuesta por células similares a las epiteliales; la capa más interna está compuesta por músculo y otra fibras. Uno de los polos del parásito sufre una invaginación que da origen al escólex, que posee ventosas y a veces una doble hilera de ganchos.
El tamaño de los cisticercos varía desde el de un grano de arroz al de una ciruela y se observan en los tejidos de diferentes animales, incluido el ser humano, distribuyéndose en el tejido conjuntivo subcutáneo, el conjuntivo interfascicular de los músculos esqueléticos, de las serosas y, eventualmente, de otros órganos, como el corazón, pulmones, hígado, ojos y cerebro, originando el cuadro conocido como cisticercosis.
Al no ser interpretadas adecuadamente como una unidad específica, fueron designadas con nombres diferentes de los de las formas adultas que las originan.
- Cysticercus bovis: forma juvenil, que se desarrolla en el vacuno, de Taenia saginata.
- Cysticercus cellulosae: forma juvenil fértil, que aparece en humanos, cerdos y jabalíes, de Taenia solium.
- Cysticercus racemosus: forma juvenil de Taenia solium que se presenta en los humanos, pero se encuentra estéril.

Estos nombres, a pesar de haber persistido en el tiempo, carecen de sentido taxonómico y su empleo solo tiene el valor que le han conferido el uso y la tradición.